# Филип Савойски-Ракониджи
Вижте пояснителната страница за други личности с името Филип.
Филип Савойски-Ракониджи (на италиански: Filippo di Savoia-Racconigi; * ок. 1510, Торино, Савойско херцогство; † септември 1581, пак там) е господар (сеньор) на Ракониджи и Милябруна с ½ Панкалиери и Кастелрайнеро (инвеститура 16 май 1538), граф на Панкалиери (инвеститура 29 ноември 1541), рицар на Върховния орден на Пресветото Благовещение (14 август 1568).

## Произход
Филип е син на Бернардин I († 1526), господар (сеньор) на Ракониджи и Милябруна с ½ Панкалиери и Кастелрайнеро, губернатор на Верчели, и на съпругата му, генуезката благородничка Йоланта Адорно († 1521). Има четирима братя:
- Лудвиг († ок. 1536), негов предшественик, сеньор на Ракониджи и Милябруна с ½ Панкалиери и Кастелрайнеро (инвеститура 25 декември 1526), губернатор на Торино (през 1536), кавалер на Малтийския орден (от 1570)
- Клавдий († сл. 1579 или 1582), граф на Панкалиери и господар на Кавур и Казеле, кавалер на Висшия орден на Светото Благовещение (от 14 август 1568), кавалер на Ордена на Св. Маврикий и Св. Лазар (от 1573), заема важната длъжност на sommellier du corps (от 1559) на херцог Емануил Филиберт I Савойски;
- Карл, рицар на Ордена на Св. св.Маврикий и Лазар (2 февруари 1578)
- Франциск († 1544), свещеник, получава Ораториума на Св. Мария до Пинероло и пенсия от Абатството на Кавур.

## Биография
Филип не е първороден син и затова е подготвян за военна кариера. Когато обаче по-големият му брат Лудвиг II, господар (сеньор) на Ракониджи и на Панкалиери със Сомарива, временен губернатор на Торино, мистериозно изчезва или умира след Обсадата на Торино от французите през 1536 г., Филип го наследява в управлението на владението. Обстоятелствата, при които Филип се издигна, са внезапни и необичайни: французите, след като завладяват Торино, окупират и Ракониджи, прогонвайки семейството му от там. Този факт кара Филип да се съюзи с Маркграфовете на Салуцо в опит да си върне владенията по дипломатически начин, заемайки профренски позиции, въпреки че неговият по-малък брат Клавдий, граф на Панкалиери, подкрепа херцог Карл II Савойски, поддържащ Хабсбургите. Пример за това е бракът на Филип на 10 януари 1543 г. с Паола Коста ди Бене дела Тринитà, чийто баща е офицер на служба при френския крал Франсоа I. За показаната му лоялност към французите владенията му са му върнати през 1538 г.
Първоначално лидерството на профренско настроените благородници се пада на чичото на Филип – Антон Лудвиг Савойски-Ракониджи, граф на Панкалиери, който обаче с напредването на възрастта дава все повече правомощия на Филип. През 1547 г. Филип е призован да бъде част от Торинския съвет и през пролетта на 1551 г. е изпратен в Париж като делегат на Генералните щати на Пиемонт. След като се завръща в Пиемонт след няколко месеца, със смъртта на чичо си той заема мястото му като лидер на движението.
През 1551 г., докато войната между френския крал Анри II и Императора на Свещената Римска империя Карл V е подновена за наследяване на трона на Монферат, Пиемонт отново се превръща в арена на сблъсъци между французи, германци и испанци. На 23 май 1554 г. около обяд Филип е хванат на пътя между Панкалиери и Вигоне заедно с Базилио Греко, бивш абат на Караманя и с Грегорио Маркизио ди Вигоне. Той е хвърлен като пленник в крепостта на Волпиано, окупирана от испански гарнизон.
Филип е освободен след подписването на Мирния договор от Като Камбрези през април 1559 г. и с прогонването на французите и последващото възвръщане на херцогската корона на Савоя. Той става един от основните сътрудници на херцог Емануил Филиберт Савойски, който вика него и брат му Клавдий в двора. Клавдий заема престижната длъжност на sommellier du corps (т. е. грижещ се за частните апартаменти и личните дела на краля), а Филип става камерхер под ръководството на брат си. Двамата освен това влизат в Държавния съвет, където Филип демонстрира политическите си умения. През юни 1960 г. Филип заедно с шурея си граф Джорджо Коста дела Тринитà са делегирани от Савойският херцог да водят преговорите с Асамблеята на Савойските държави, свикана в Ракониджи. Намесата на Филип е основна за това да убеди благородниците да се придържат към херцогските искания и политика, отделящи ги от останалите класи.
Привърженик на политиката на религиозна толерантност, през 1561 г., като херцогски наместник, Филип играе основна роля в подписването на Конвенцията от Кавур (Convenzione di Cavour). С нея херцог Емануил Филиберт Савойски признава на валденсите правото публично и свободно да изповядват своето вероизповедание в границите на някои общности на Вал Пеличе. Това настройва Папата и католическите среди срещу Филип, който за известно време напуска двора. Херцогът продължава да го подкрепя и се опитва да изглади противоречията му с брат му Клавдий, като с Акт от 13 септември 1562 г. разделя семейното наследство по равно помежду им: Ракониджи и Милябруна (подселище на днешния град Ракониджи в Северна Италия) са дадени на Филип, а Кавур, Казеле и Озазио – на Клавдий; Панкалиери е разделен наполовина.
След като се връща в двора в Торино, Филип получава палат близо до Херцогския. На 14 август 1568 г. той е повикан да вземе участие в новосформирания Висш орден на Светото Благовещение (Ordine dell’Annunziata).
В същото време Филип прави и блестяща военна кариера: през 1571 г. той взима участие в Битката при Лепанто заедно със сина си Франциск, който обаче е ранен и умира от раните си.
През 70-те години Савойският херцог му дава редица политически и административни задачи.
На 29 януари 1581 г. новият савойски херцог Карл Емануил I Савойски възнамерява да награди достойно огромните усилия на Филип и на семейството му за Савойската корона. Той обявява него и неговите потомци за подходящи за наследяване на херцогския трон в случай на изчезване на главния клон и на кадетските линии, и признава титлата „Кралско Височество“ на Савоя-Ракониджи.
Филип умира през септември 1581 г., оставяйки за свой наследник първородния си син Бернардин.

## Брак и потомство
∞ 1537 г. в Ракониджи за благородничката Паола Коста дела Тринитà, дъщеря на Луиджи Антонио Коста дела Тринитà, благородник от Киери и господар на Бене, Кару, Теджероне, Мотуроне, Мирадоло и Рокапиата, и на съпругата му Бона Вила от господарите на Ривалба. Паола му донася като зестра Теджероне и Мотуроне. От нея има пет сина и пет дъщери:
- Бернардин Савойски-Ракониджи († 1605), негов наследник като Бернардин II, нар. „Монсеньор на Ракониджи“, граф на Ракониджи и Панкалиери (1581 – 1602), инвеститура с Теджероне[3] заедно с брат му Йоан Батист (12 януари 1582), с Кавур и Вилафранка (13 февруари 1583), господар на Бардже (от 1591), господар на Мотуроне[4] (от 1599), инвеститура с Теджероне (9 юни 1598, преотстъпва го 1599), кавалер на Висшия орден на Светото Благовещение (25 март 1569), капитан на Стрелците на Херцогските телохранители; ∞ 9 февруари 1577 за Изабела Грийе дьо Помие († 1625), маркиза на Ла Клюз,[5] дъщеря на Никола Грийе дьо Помие, господар на Помие, граф на Сен Рике,[6] и на съпругата му Мария Гонди,[7] патриция на Флоренция
- Йоланта Савойска-Ракониджи (неизв.), ∞ за Анри Никола дьо Кремиьо втори граф на Алтесано Инфериоре и на Кремиьо,[8] генерален губернатор на Савойския херцог в Пиемонт
- Франциск Савойски-Ракониджи († 15 октомври 1571, заради раните в битката при Лепанто), паж на Краля на Испанския Филип II, след това се качва на испанска галера и развива военна кариера
- Амадей Лудвиг Савойски-Ракониджи († 12 септември 1571), свещеник, титуляр на Ораториума на Св. Мария до Ракониджи (9 март 1562), прокурор на баща си за събирането на суми от ковчезниците на Франция (12 септември 1571)
- Филиберт Савойски-Ракониджи († 1585, Сарагоса, Испания), кавалер на Ордена на Св. Маврикий и Св. Лазар (25 февруари 1573), комендант (11 април 1574), заедно с брат си Йоан Батист придружава херцог Карл Емануил I в Испания за сватбата му с инфантата Каталина, заразява се и умира от едра шарка заедно с брат си[9]
- Бона Савойска-Ракониджи († сл. 6 февруари 1606), ∞ 8 юни 1577 (договор) за Клод дьо Шалан († ок. 14 януари/30 април 1590), барон на Фенис, Сен Венсан и Виларсел, губернатор на Ивреа, Генерален губернатор на Ница (1577), временен губернатор на Аоста (1582)
- Клавдия Савойска-Ракониджи († 1617, Торино), ∞ 1570 за принц Бесо I Фереро-Фиески, маркиз на Масерано
- Луиза Савойска-Ракониджи (неизв.), ∞ за граф Луиджи Иснардо Роеро, граф на Санфре
- Октавия Савойска-Ракониджи (неизв.), ∞ за Джовани Франческо Прована († сл. 24 март 1589), граф на Бейнете, господар на Фауле и Леини
- Йоан Батист Савойски-Ракониджи (* 1549; † 10 май 1585, Сарагоса, Испания), свещеник, титуляр на Ораториума на Св. Мария в Ракониджи, абат на Сан Бениньо (от 1581), апостолски протонотариус и посланик в Рим (през 1582), напуска църковната кариера (1582); инвеститура с Теджероне (12 януари 1582), маркиз на Теджероне (20 юни 1583), маркиз на Киуза (Ла Клюз) (20 юли 1583), Somiglier de corps (1583), рицар на Висшия орден на Светото Благовещение (1585). Заедно с брат си Филиберт придружава херцог Карл Емануил I в Испания за сватбата му с инфантата Каталина, заразява се и умира от едра шарка заедно с брат си; ∞ за Бенедета Спинола († сл. 1589), маркиза на Гаресио, дъщеря на Алфонс Спинола, маркиз на Гаресио и генуезки патриций.

Той има и една извънбрачна дъщеря от любовницата си Нида де' Нучети от Господарите на Кавалерлеоне:
- Вероника Савойска-Ракониджи (неизв.), припозната (26 септември 1603), ∞ за Клементе Вивалда († сл. 1605), първи барон на Момбаркаро и председател на Торинския сенат (1580).